# Виртанен, Лаури
Лаури Йоханнес «Лассе» Виртанен (фин. Lauri Johannes "Lasse" Virtanen; 3 августа 1904 — 8 февраля 1982) — финский легкоатлет, призёр Олимпийских игр; старший брат борца Эйно Виртанена.
Лаури Виртанен родился в 1904 году в Ускела (ныне — территория города Сало), Великое княжество Финляндское. В 1932 году на Олимпийских играх в Лос-Анджелесе он завоевал две бронзовых медали — в беге на 5 и 10 км; также принял участие в марафоне, но не завоевал медалей.